# Ligia Lezama
Ligia Lezama (Upata, 7 dicembre 1935 – Caracas, 2 agosto 2018) è stata una scrittrice, sceneggiatrice e autrice televisiva venezuelana.
Nota in tutta l'America Latina, godeva di una certa popolarità anche in Italia, dove sono state trasmesse tutte le sue più importanti telenovele. In alcune di esse vi ha recitato la figlia Mayra Alejandra. Morì il 2 agosto 2018.

## Telenovelas
- La provinciale (1980)
- Luisana mia (1981)
- Marta (1983)
- Una donna in vendita (1986)
- Valeria (1987)
- Ti chiedo perdono (1988)
- Amandoti (1988)
- La sombra de Piera (1989)
- Ribelle (1989)
- Amandoti 2 (1990)
- Gloria, sola contro il mondo (1991)
- Macarena (1992)
- Morena clara (1995)
- Por ti (2002)
- Sabor a ti (2004)